# 西城街道 (西昌市)
西城街道，是中华人民共和国四川省凉山彝族自治州西昌市下辖的一个乡镇级行政单位。

## 行政区划
西城街道下辖以下地区：
西门坡社区、龙眼井社区、文汇北路社区、宁远桥社区和航天路社区。